# 迪恩·德布洛斯
迪恩·德布洛斯（Dean DeBlois，1970年6月7日－）是一名加拿大电影导演、监制、编剧和动画师。主要作品有迪士尼动画《星际宝贝》、梦工厂动画《驯龙高手》系列，以及音乐题材纪录片《Heima》。

## 事业
2002年作品《星际宝贝》获提名奥斯卡最佳动画长片奖，但是落败于宫崎骏的《神隐少女》。2010年作品《驯龙高手》赢得第38届安妮奖最佳动画电影、最佳导演、最佳编剧等十个奖项，并获得第68届金球奖和第83届奥斯卡金像奖最佳动画电影提名，败给迪士尼动画《玩具总动员3》。
2014年的《驯龙高手2》赢得第72届金球奖最佳动画片与第42届安妮奖最佳动画电影，获得奥斯卡最佳动画长片提名。

## 电影作品
- The Raccoons (1989) (助理动画师)
- The Teddy Bears' Picnic (1989) (动画师)
- The Nutcracker Prince (1990) (助理动画师, 场面设计)
- Thumbelina (1994) (场面设计)
- A Troll in Central Park (1994) (场面设计)
- 花木兰/Mulan (1998) (故事)
- 失落的帝国/Atlantis: The Lost Empire (2001) (故事)
- 星际宝贝/Lilo & Stitch (2002) (联合编剧、导演)
- Stitch! The Movie (2003) (角色)
- Lilo & Stitch: The Series (2003-2006) (角色)
- Lilo & Stitch 2: Stitch Has a Glitch (2005) (角色)
- Leroy & Stitch (2006) (角色)
- Heima (2007) (导演、摄影助理)
- 星際寶貝：神奇大冒險/Stitch! (2008–2011) (角色)
- 驯龙高手/How to Train Your Dragon (2010) (编剧、导演)
- Go Quiet (2010) (导演、剪辑、摄影助理)
- 驯龙高手2/How to Train Your Dragon 2 (2014) (导演、编剧、执行监制)
- 驯龙高手3/How to Train Your Dragon 3 (2016) (导演、编剧、执行监制)[1]

## 个人生活
他出生于安大略省，成长于魁北克，是一个公开的同性恋。